# International Superstar Soccer 2000
International Superstar Soccer 2000 (skraćeno: ISS 2000, u Japanu Jikkyo J-League 1999: Perfect Striker 2) je nogometna videoigra iz Konamijeva International Superstar Soccer serijala i posljednja iz podserijala Perfect Striker. Izašla je 2000. godine.